# 13772 Лівіус
13772 Лівіус (13772 Livius) — астероїд головного поясу, відкритий 18 вересня 1998 року.
Тіссеранів параметр щодо Юпітера — 3,216.